# Landkreis Tübingen
Landkreis Tübingen är ett distrikt i Baden-Württemberg, Tyskland med 228 678 invånare (2019).

## Städer och kommuner
| Städer                                           | Övriga kommuner                                                                       |                                                                                          |
| ------------------------------------------------ | ------------------------------------------------------------------------------------- | ---------------------------------------------------------------------------------------- |
| 1. Mössingen 2. Rottenburg am Neckar 3. Tübingen | 1. Ammerbuch 2. Bodelshausen 3. Dettenhausen 4. Dußlingen 5. Gomaringen 6. Hirrlingen | 1. Kirchentellinsfurt 2. Kusterdingen 3. Nehren 4. Neustetten 5. Ofterdingen 6. Starzach |